# Catalogo di Cencio Camerario
Catalogo di Cencio Camerario är en förteckning över Roms kyrkor, sammanställd av Cencio Savelli år 1192. Catalogo di Cencio Camerario är en av de äldsta kompletta listorna över kyrkobyggnaderna i Rom.